# Сфагнум компактний
Сфагнум компактний (Sphagnum compactum) — вид мохів порядку торфовикальних (Sphagnales).

## Опис
Центральне стебло рослини від світло-коричневого до чисто-коричневого, кругле в поперечному перерізі. Стеблові листки дрібні, трикутні, роздуті (сукулентні). Бічні гілки короткі, гілочки загнуті назовні та роздуті з тупою човноподібною верхівкою. Колір рослини світло-зелений або блідо-оливковий.

## Поширення. Екологія
Батьківщиною є Європа, Макаронезія, Північна Америка, Південна Америка, Азія, Нова Зеландія.
У всіх місцях він віддає перевагу постійно вологим місцям вирощування при повному освітленні та з низьким рН і низьким вмістом поживних речовин.